# Jayne Parsons
Jayne Parsons (ur. 18 marca 1962 w Lower Hutt, Nowa Zelandia) – nowozelandzka niewidoma kolarka. Brązowa medalistka z Pekinu w 2008 roku.

## Medale Igrzysk Paraolimpijskich

### 2008
- – Kolarstwo – trial na czas – B&VI 1–3